# Liévin Bauwens
Pour les articles homonymes, voir Bauwens.
Liévin Bauwens  (Gand, 14 juin 1769 – Paris, 17 mars 1822) était un ingénieur, industriel et homme politique de nationalité française, né dans les Pays-Bas autrichiens.
Après avoir repris la mégisserie de son père, et avoir été, dans les années 1790, le fournisseur de l’armée française d’occupation, il entreprit, en tant qu’espion industriel, plusieurs voyages en Grande-Bretagne et parvint à passer en contrebande, en pièces détachées, une machine à filer, la mule-jenny, ainsi que du personnel qualifié pour la manier, vers le continent. Ce morceau de bravoure inouï, pour lequel il fut condamné à mort par la justice britannique, mais qu’il convient cependant de relativiser, lui valut en Flandre, et lui vaut encore aujourd’hui, une gloire durable.
À l’aide de cette machine, et d’autres métiers mécaniques qu’il introduisit sur le continent, il érigea plusieurs filatures de coton, une première à Paris en 1799, une seconde à Gand en 1800, puis d’autres dans la région gantoise et ailleurs. À la même époque, c’est-à-dire sous le Consulat, il fut également bourgmestre (maire) de Gand pendant un an. En tant qu’entrepreneur industriel, et bonapartiste convaincu, il fut honoré en 1810 à Gand de la visite de Napoléon Bonaparte, qui le distingua de la croix de la Légion d'honneur.
Ayant fait faillite en 1814, Bauwens s’intéressa ensuite à la soie floche, prit un brevet de fabrication, mais mourut inopinément à Paris à l’âge de 52 ans.

## Années de formation et premières affaires
Liévin Bauwens, aîné d’une fratrie de douze enfants, naquit dans une maison sise Waaistraat, rue débouchant sur la place du Marché-du-Vendredi, non loin de l’actuelle Maison du Peuple, c’est-à-dire dans le nord de la vieille ville de Gand, dans ce qui allait devenir le premier quartier industriel de cette ville. Son père, marchand aisé, négociant en vins et mégissier de son état, lui ordonne de quitter l’école à 13 ans pour aller travailler dans la mégisserie familiale. À l’âge de 17 ans, Lieven se rendit pour trois ans en Angleterre afin d’y faire siennes les dernières techniques de mégisserie.
À son retour à Gand, il fonda rue Nieuwland, plus au nord dans la ville, à l’extérieur de la boucle de la Lys, une tannerie modèle, installée dans un ancien couvent de dominicaines, dotée de 550 cuves de tannage et employant 200 ouvriers. Obtenir du cuir de belle facture nécessitait désormais 6 semaines de travail, au lieu de 6 mois.
Les affaires de la famille Bauwens prospéraient ; les nouvelles techniques de mégisserie, dont les procédés étaient gardés secrets, constituaient une source de richesse. Lorsque mourut le père, Liévin et son demi-frère François prirent les affaires en main. De nouvelles sociétés furent fondées, notamment, en Angleterre, un commerce de denrées coloniales (coton indien, café, sucre), qui devait plus tard servir de paravent pour transférer clandestinement des éléments de la Mule Jenny vers le continent.

## Sous le régime républicain français
En 1794, l’armée française envahit la ville de Gand pour la deuxième fois. L’impopularité des occupants, consécutive au pillage en règle auquel ils se livraient, n’empêcha point les frères Bauwens, peu gênés par un excès de scrupules, de passer de juteux marchés avec l’armée d’occupation, et de se faire les pourvoyeurs en chaussures et bottes de l’occupant français. Les gains ainsi engrangés leur permirent en 1796 de faire l’acquisition du couvent des Cordeliers à Passy et de l’hôtel Richelieu à Paris. En 1798, ils achetèrent la chartreuse de Gand et le couvent des norbertins à Tronchiennes (Drongen), aujourd’hui dans la banlieue sud-ouest de Gand. Passant pour collaborateurs aux yeux des Gantois, et craignant la vindicte populaire, les deux frères s’en furent pour Paris.

## La mule-jenny
Passionné par les machines depuis l’enfance, Lieven Bauwens s’avisa vite, pendant ses nombreux séjours en Angleterre, de la place importante occupée par la filature mécanique dans l’industrie anglaise. Il eut vent en particulier de la mule-jenny, machine à filer qui assurait à l’Angleterre une position prédominante dans l’industrie du coton.

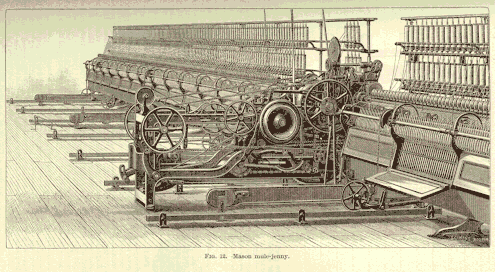
La mule-jenny, représentation de 1892.

Usant de ruses et avec force or, et muni d’un sauf-conduit obtenu grâce à ses accointances avec le Directoire, il entreprit, par l’intermédiaire d’un homme de paille, tout en feignant de vouloir fonder une entreprise ailleurs en Angleterre, d’acheter par morceaux la Mule Jenny chez le constructeur Adam Parkinson à Manchester, morceaux qu’il dissimulait dans des caisses de sucre ou des ballots de café pour ensuite les expédier, par un détour via Hambourg (où son frère Jean détenait une maison de commerce), vers le continent. L’affaire était risquée, car les Anglais promettaient la peine de mort à quiconque éventerait le secret de cette mécanique. Cependant, devant aussi trouver du personnel qualifié, capable d’assembler les machines et de les manier, il s’efforça aussi, non sans peine, par le truchement de ses représentants à Londres, de recruter des ouvriers anglais, en usant de persuasion ou en faisant miroiter de fortes rémunérations, et de les attirer à Hambourg ou en Écosse. Beaucoup furent ainsi conduits à abandonner leur famille en Angleterre sans se rendre compte clairement qu’ils se rendaient coupables d’espionnage industriel et qu’il n’y avait donc plus pour eux de retour au pays possible ; s’y ajoutait que Bauwens avait tôt fait de se débarrasser d’eux, dès qu’il avait achevé de former de la main-d’œuvre locale meilleur marché. Le 12 novembre 1798, il s’en fallut de très peu que l’affaire ne capotât : alors qu’il venait d’avoir embarqué les dernières pièces de la mule-jenny et avait recruté, en vue de mettre sur pied avec leur aide une nouvelle filature à Gand, une quarantaine de fileurs, contremaîtres et mécaniciens anglais, l’épouse d’un des contremaîtres vendit la mèche à la police. Le navire en partance pour Hambourg, dans lequel Bauwens avait dû s’embarquer précipitamment, fut poursuivi par plusieurs navires anglais jusqu’au large de l’Allemagne ; à Hambourg, les Anglais exigèrent que Bauwens leur fût livré, et n’y renoncèrent que moyennant force pièces d’or. Son domicile anglais fut perquisitionné, sa tête mise à prix et ses biens saisis. Ses complices furent condamnés à des peines de prison et à de fortes amendes.
Néanmoins, par son ingéniosité et son savoir, il parvint à reconstituer les pièces manquantes et à rendre la mule-jenny opérationnelle. Son frère François se lança alors dans la production de plus de 2 000 mule-jennys à Paris. Un exemplaire de cette fileuse mécanique est exposée au Musée d’Archéologie industrielle et du textile (sigle néerl. MIAT), établi dans une ancienne filature de coton dans le nord du Kuip, le centre historique de Gand.

## Retour à Gand et constitution d’un empire industriel

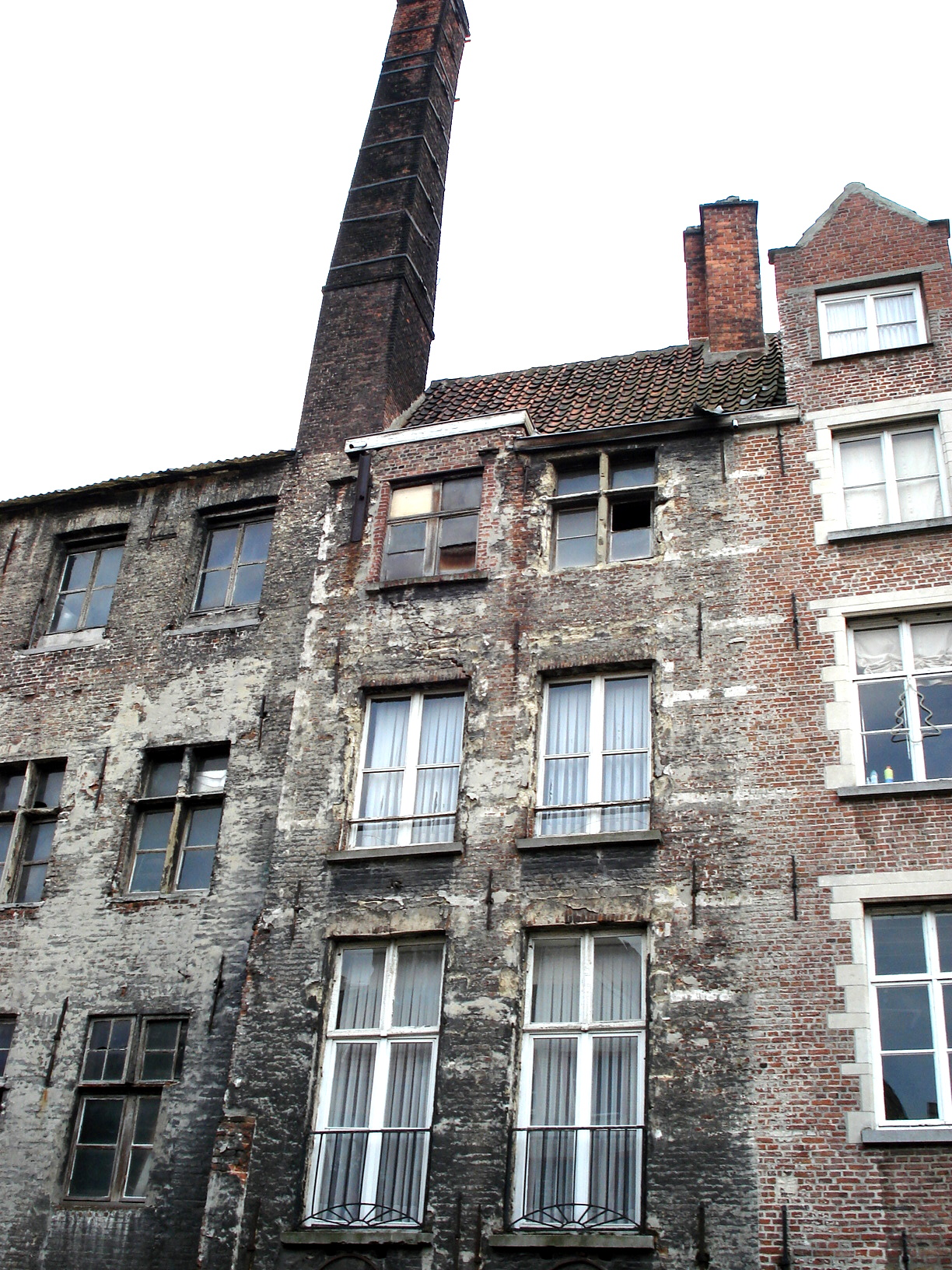
Anciennes manufactures sur la Lys, dans le vieux quartier industriel du nord de la vieille ville.

Cependant, les sœurs de Liévin et François Bauwens avaient, avec un sens aigu des intérêts économiques de la famille, épousé d’autres grands industriels: les Heyndrickx, Guinard, Heyman, ainsi que l’imprimeur de cotonnade De Vos, créateur d’une manufacture dans les bâtiments d’un ancien couvent des Victorines dans le nord du Kuip. À ces industriels, mais aussi à d’autres barons du textile, comme les Lousberg (propriétaires d’importantes manufactures à l’est de Gand) et les Rosseel, Lieven Bauwens, revenu à Gand en 1800, vendit ses machines. Dans le même temps, il ouvrit, début 1800, une filature mécanique dans une ancienne chartreuse des quartiers nord de Gand (Fratersplein) issu de l’aliénation des domaines nationaux par la France. Quelque 3 000 travailleurs y produisaient pour lui coton, basin, percale, piqué et batiste. Avec 25 filatures et 15 usines de tissage, naissait ainsi à Gand, dès avant 1812, une industrie cotonnière verticale, c’est-à-dire une conjonction d’ateliers de production capables de prendre en charge tant le filage que le tissage et l’impression du coton. Liévin Bauwens fut donc à l’origine d’un spectaculaire essor industriel et démographique dans sa ville natale, tôt surnommée la Manchester belge. Désireux de rendre hommage à un homme aussi méritoire, Bonaparte, alors Consul, nomma Bauwens maire de Gand le 15 juin 1800, fonction dont, trop sollicité par ses entreprises industrielles, il se démettra le 28 avril 1801.
Entre-temps, il fit si bien qu’en 1802, 7 à 800 détenus de la prison provinciale, sise sur la Coupure à Gand, travaillaient pour son compte, à coûts de main-d'œuvre imbattables. Un système analogue fut mis en place également à Vilvorde et à Hemiksem (au sud d’Anvers). En 1805, il mit sur pied, dans l’ancienne abbaye des norbertins à Tronchiennes, une troisième filature de coton, cette fois en faisant usage de machines à vapeur. Il possédait une manufacture également dans l’abbaye de Géronsart, près de Namur.
Le 22 mai 1805 lui fut décerné la médaille d’or de la ville de Gand, et le 9 mai 1810, Napoléon le décora de la croix de la Légion d’honneur. Il était membre du Conseil général du 
département de l’Escaut et lieutenant-colonel de la Garde d’honneur à cheval.

## Déchéance
À partir de 1811, le blocus continental finissant par faire sentir ses effets, l’industrie cotonnière gantoise commença à péricliter. Bauwens, ayant tout investi en machines et en immobilier, ne disposait que de faibles réserves financières ; il subit des pertes considérables et se vit contraint de licencier une moitié de son personnel. Mais pire encore que le blocus fut sa levée, laquelle exposa le continent à la concurrence anglaise ; l’Empire napoléonien s’achevait et entraînait Bauwens dans sa chute, et c’est en vain qu’il fit alors appel au Prince d’Orange : Bauwens ne put empêcher la faillite et dut abandonner ses usines à ses créanciers et se retirer à Paris.
C’est dans cette ville qu’il fit la découverte en 1819 d’un nouveau procédé de traitement de la soie floche. Il céda son brevet au baron Didelot, moyennant une rente annuelle, et fonda une filature de soie à Paris en 1819. Sa mort inopinée, survenue le 17 mars 1822, à l’âge de 53 ans, mit fin aux nouvelles perspectives de fortune. Sa veuve, Maria Kenyon, le fit enterrer au cimetière du Père-Lachaise,.

## L’icône Liévin Bauwens

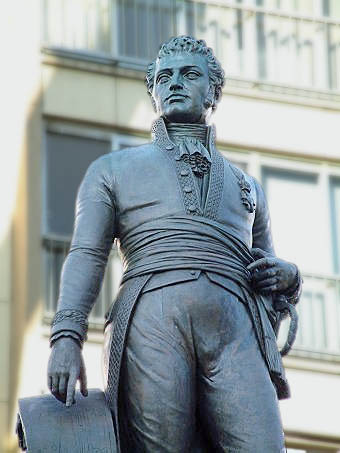
Statue représentant Lieven Bauwens, à Gand.

Les jugements qui ont été portés sur Liévin Bauwens divergent: selon les uns, héros national et bienfaiteur de la population gantoise, selon les autres, capitaine d’industrie peu scrupuleux et selon certains milieux flamingants, collabo, expression qui n'avait pas cours à l'époque, les départements belges faisant partie intégrante de la France, comme la Bretagne ou l'Alsace et qu'il fallut attendre la domination hollandaise pour que naisse la révolte contre la grande Néerlande.
Bien que l’on songeât dès 1849 à lui ériger une statue, il fallut attendre 1866 avant que ne fût placé, à l’emplacement actuel (pl. Lieven Bauwens), d’abord un prédécesseur en plâtre, puis, en 1885, la statue de bronze actuelle réalisée par Pierre de Vigne-Quyo.

## Source
- Guido Deseyn, Gids voor Oud Gent, Standaard Uitgeverij, 1984, p. 478 et suivantes.
- Pieter De Reu, « 1801. Liévin Bauwens, du capitalisme commercial au capitalisme industriel. Le textile flamand colore le monde », Histoire mondiale de la Flandre, La Renaissance du Livre, 2020, p. 277-283.